# Râul Tesla
Râul Tesla este un curs de apă, afluent al râului Tărlung. 